# Filialkirche St. Margarethen (Bad Vigaun)

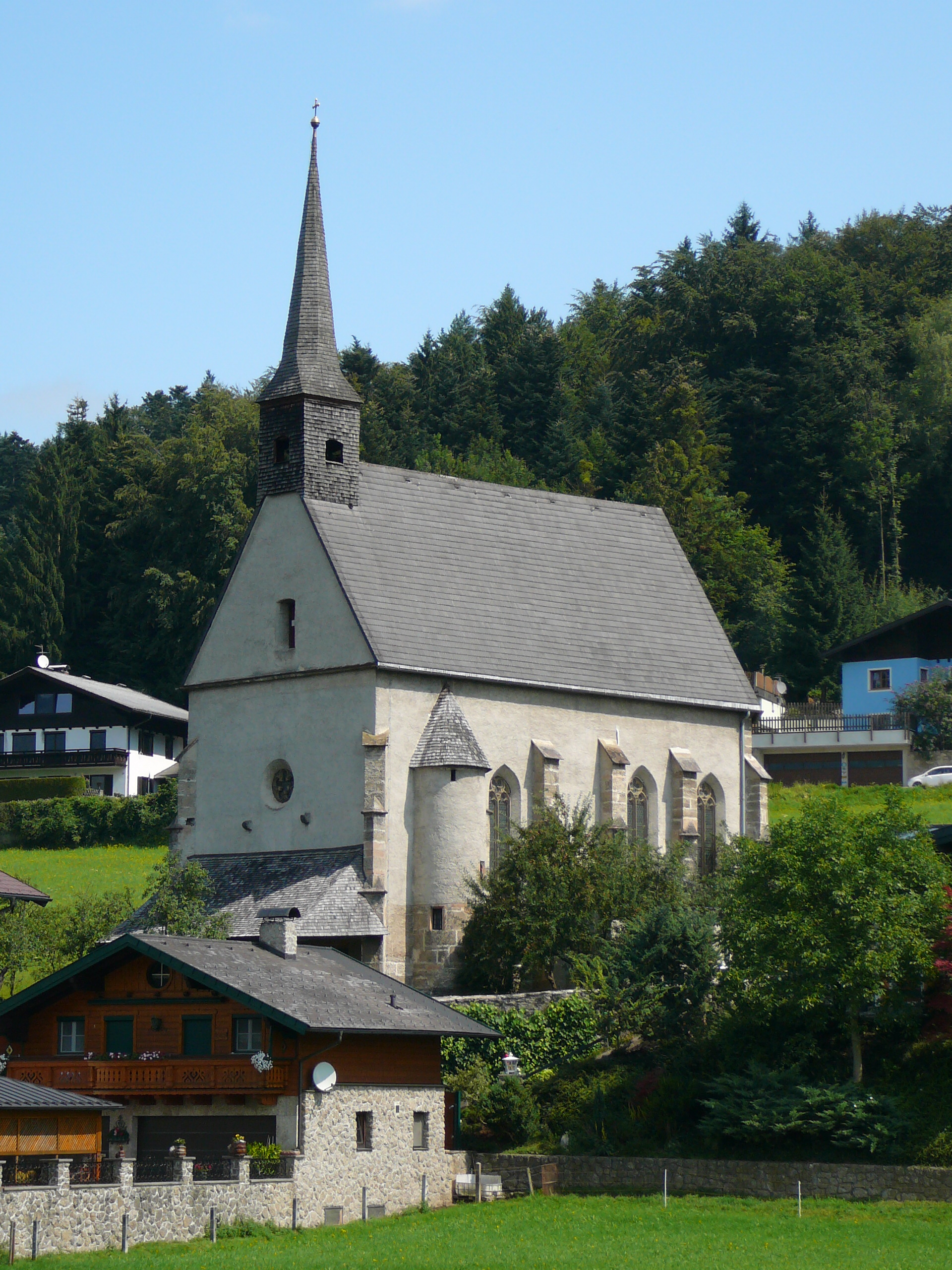
Filialkirche St. Margarethen (2011)

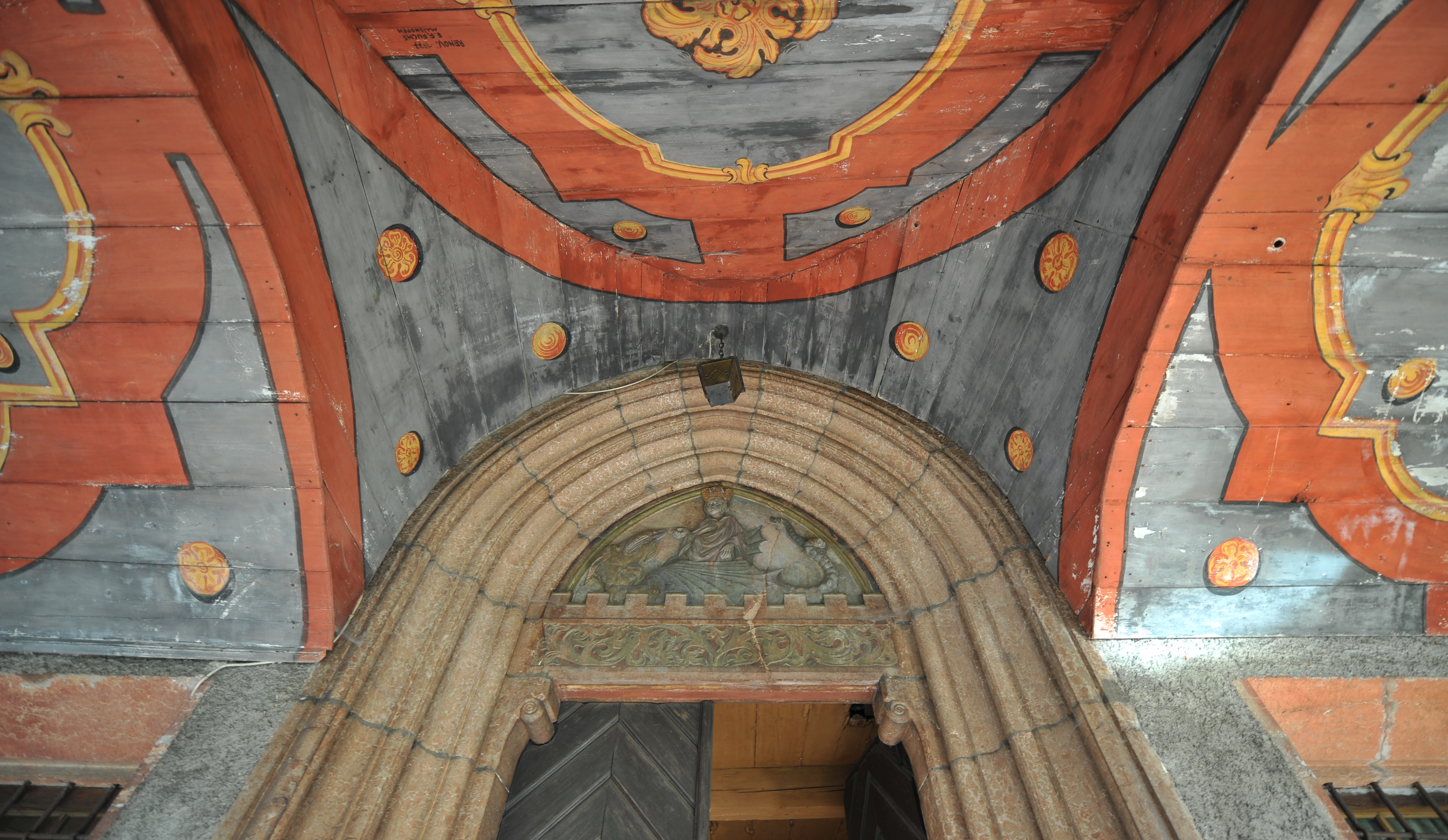
Barocke ornamentale Malerei an der Untersicht des Vordaches, oberer Bereich des mehrfach gekehlten spitzbogigen Portals mit der Darstellung der hl. Margaretha im Tympanon aus der Mitte des 15. Jahrhunderts (2012)

Die Filialkirche hl. Margaretha ist eine römisch-katholische Kirche im Kirchweiler St. Margarethen im Norden der Gemeinde Bad Vigaun im Bezirk Hallein im Land Salzburg. Die Kirche steht unter Denkmalschutz.

## Geschichte
Der einschiffige, gotische Kirchenbau mit einer alten Umfriedungsmauer wurde in der 1. Hälfte des 15. Jahrhunderts erbaut und 1437 erstmals urkundlich genannt. Die Kirche wurde 1597 unter Erzbischof Wolf Dietrich von Raitenau renoviert. Eine Restaurierung fand 1977 statt.

## Architektur
Langhaus und Chor der Kirche haben ein gemeinsames Satteldach mit einem umlaufenden, gekehlten Traufgesims. Im ersten südlichen Joch ist in der Fassade ein runder Treppenturm mit einem Kegeldach eingebunden. Der Sakristeianbau im Norden ist gotisch, der  im Süden ist aus dem Jahr 1909. Im Westen und Süden von Langhaus und Chor hat die Fassade einen Sockel. An Langhaus und Chor befinden sich dreifach abgestufte, teilweise übereck gestellte Strebepfeiler. Der Chor hat einen polygonalen Schluss. Die Nordseite ist fensterlos. Das Maßwerk der Spitzbogenfenster im Süden und Osten ist von 1909. Das Fenster am Chorschluss ist vermauert. Das mehrfach gekehlte, Spitzbogenportal in der westlichen Giebelfassade stammt aus der Mitte des 15. Jahrhunderts. Es zeigt im Tympanon das Relief der hl. Margaretha. Rechts und links  des Portals sind je ein gotisches, querrechteckiges, abgefastes Fenster. Über dem Portal ist ein Rundfenster mit Maßwerk aus dem Jahr 1909. Das Giebelfeld ist durch ein Kaffgesims abgetrennt. Über dem Giebel sitzt ein Giebelreiter mit einem spitzen Zeltdach. An der Giebelfassade ist eine marmorne Außenkanzel, mit 1679 bezeichnet, mit einem barocken Vordach auf vier Holzstützen mit einer ornamentalen Barockmalerei an dem Holzgewölbe.
Der vierjochige Kirchenraum mit einem Fünfachtelschluss ist mit einem einheitlichen, spätgotischen Netzrippengewölbe auf Wandpfeiler mit Runddiensten mit Basis und Kapitell überwölbt. Die Schlusssteine zeigen die Jahreszahlen 1597, 1643, 1671, 1804, 1909. Im dritten Joch der Nordwand führt ein gekehltes Spitzbogenportal mit einer gotischen Türe zur tonnengewölbten, gotischen Sakristei. Im ersten Joch der Südwand führt ein gotisches Spitzbogenportal zum Treppenturm mit einer Wendeltreppe. Im dritten Joch der Südwand führt ein Rundbogenportal zur flach gedeckten Sakristei aus dem Jahr 1909. Die Westempore befindet sich im ersten Joch.
Die Glasfenster mit den Heiligen Notburga, Elisabeth, Heinrich, Florian sind aus dem Jahr 1909.

## Ausstattung
Den Hochaltar aus dem Jahr 1725 schuf der Schnitzer Josef Krimpacher. Das Altarbild ca. aus dem Jahr 1600 zeigt die Kreuzigung Christi. Es stammt aus der Pfarrkirche Bad Vigaun. Das Oberbild Gottvater und Hl. Geist malte 1725 der Maler Josef Högler. Die seitlichen Konsolfiguren der Heiligen Margaretha und Magdalena und die Aufsatzfiguren der Heiligen Katharina und Barbara und in der Mitte des Hl. Michael schuf der Bildhauer Johann Georg Mohr.